# Lilium distichum
Lilium distichum (em chinês: 东北百合) é uma espécie de planta com flor, pertencente à família Liliaceae.
A planta tem a altura variando entre 0,3-1,0 m e floresce a uma altitude de 200 a 1 800 m.
A planta é encontrada da China, Rússia e Coreia.